# باب گودلت
باب گودلت (به انگلیسی: Bob Goodlatte) نمایندهٔ حوزه انتخابیه ششم ویرجینیا از حزب جمهوری‌خواه ایالات متحده آمریکا در مجلس نمایندگان ایالات متحده آمریکا است که برای نخستین‌بار در ۱۰ ژانویه ۱۹۹۳ میلادی به‌عضویت این مجلس درآمد.